# Deborah Moody
Deborah, Lady Moody (nascuda Deborah Dunch) (Londres, 1586 - Gravesend, 1659) va ser l'única dona que va fundar un poble en l'Amèrica colonial i primera propietària femenina del Nou Món. Va tenir una influència inusual en una societat dominada per homes, i va ser descrita pels seus contemporanis com «una dona perillosa».

## Biografia

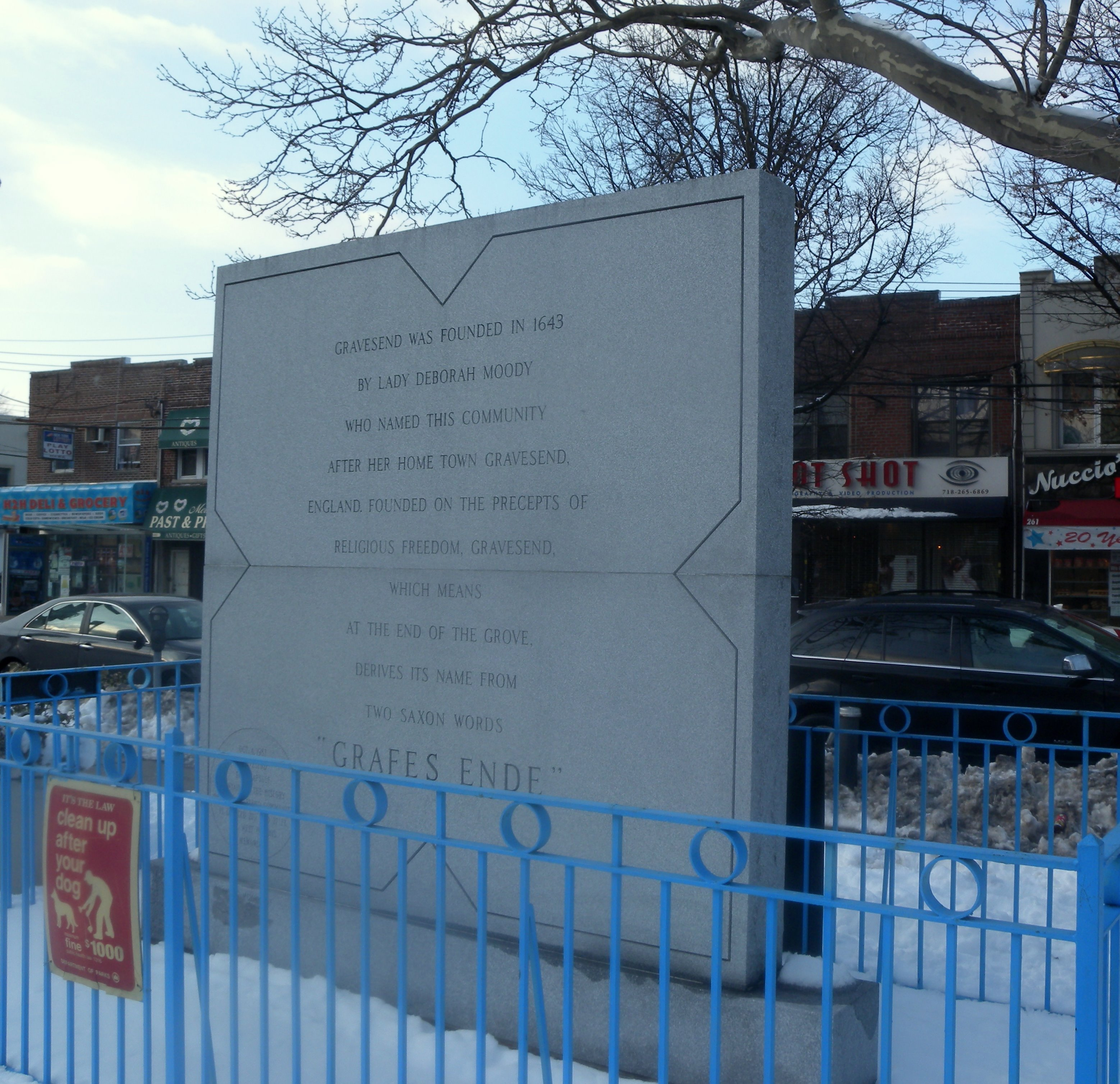
Memorial en Lady Moody Square, Gravesend, Brooklyn

Deborah va néixer a Londres el 1586, filla de Walter Dunch d'Avebury Manor (Wiltshire) i de la seva esposa, Deborah, la filla de James Pilkington, bisbe de Durham. El pare de Walter era Sir William Dunch, l'auditor de la Casa de la Moneda. Deborah es va casar amb Sir Henry Moody, un matrimoni que li va atorgar el títol formal de Lady. Es va convertir en vídua en 1629.
Lady Moody va deixar Anglaterra en 1639 a causa de la persecució religiosa degut a les seves creences anabaptistes. Es va instal·lar primer a Saugus, Massachusetts, però va marxar d'allí en 1643 després de ser amonestada pels líders puritans per no complir amb les seves creences religioses. Molts altres amb les mateixes creences religioses van marxar amb ella.
Va dirigir un grup de dissidents religiosos, que va fugir de la persecució i va fundar la ciutat de Gravesend en 1643 a la colònia holandesa dels Nous Països Baixos. Les persones de Gravesend van rebre la llibertat religiosa, que era inusual durant aquest període, i la fe quàquera va arrelar entre ells. Deborah Moody es va fer influent als Nous Països Baixos i va tenir bones relacions amb el governador Peter Stuyvesant.
Va morir a Gravesend el 1659 i es creu que va ser enterrada al cementiri d'Old Gravesend. Actualment, la zona forma part de Brooklyn, a la ciutat de Nova York, amb la plaça del poble original que encara és evident en el disseny del carrer.
L'any 2014, Moody va ser reconeguda pel seu treball de fundar la ciutat de Gravesend en un lloc guanyador de Built by Women New York City, un concurs llançat per la Fundació d'Arquitectura de Beverly Willis durant la tardor de 2014 per identificar diversos llocs i espais destacats que van ser dissenyats i construïts per dones.